# Nazionale maschile di football americano di Panama
La nazionale di football americano di Panama è la selezione maggiore maschile di football americano della AFFP che rappresenta Panama nelle varie competizioni ufficiali o amichevoli riservate a squadre nazionali.

## Risultati
Legenda: Grassetto: Risultato migliore, Corsivo: Mancate partecipazioni

## Dettaglio stagioni

### Tornei

#### Mondiali

##### Qualificazioni
| Stagione | regular season | regular season | regular season | regular season | regular season | regular season | playoff | playoff | playoff | playoff | playoff | playoff         | playoff    |
|          | Vin            | Par            | Per            | Tot            | PF             | PS             | Vin     | Per     | Tot     | PF      | PS      | risultato       | avversaria |
| -------- | -------------- | -------------- | -------------- | -------------- | -------------- | -------------- | ------- | ------- | ------- | ------- | ------- | --------------- | ---------- |
| 2015     | -              | -              | -              | -              | -              | -              | 0       | 1       | 1       | 14      | 26      | Non qualificati | Brasile    |
| Totale   | -              | -              | -              | -              | -              | -              | 0       | 1       | 1       | 14      | 26      |                 |            |

#### Central American Bowl/Central America's Independence Cup
| Stagione | regular season | regular season | regular season | regular season | regular season | regular season | playoff | playoff | playoff | playoff | playoff | playoff   | playoff    |
|          | Vin            | Par            | Per            | Tot            | PF             | PS             | Vin     | Per     | Tot     | PF      | PS      | risultato | avversaria |
| -------- | -------------- | -------------- | -------------- | -------------- | -------------- | -------------- | ------- | ------- | ------- | ------- | ------- | --------- | ---------- |
| 2013     | 1              | 0              | 0              | 1              | 75             | 6              | 1       | 0       | 1       | 54      | 13      | Campioni  | Costa Rica |
| 2018     | 2              | 0              | 0              | 2              | 103            | 6              | 1       | 0       | 1       | 52      | 3       | Campioni  | Costa Rica |
| Totale   | 3              | 0              | 0              | 3              | 178            | 12             | 2       | 0       | 2       | 106     | 16      |           |            |

#### Central America's Independence Cup
| Stagione | regular season | regular season | regular season | regular season | regular season | regular season | playoff | playoff | playoff | playoff | playoff | playoff   | playoff    |
|          | Vin            | Par            | Per            | Tot            | PF             | PS             | Vin     | Per     | Tot     | PF      | PS      | risultato | avversaria |
| -------- | -------------- | -------------- | -------------- | -------------- | -------------- | -------------- | ------- | ------- | ------- | ------- | ------- | --------- | ---------- |
| 2014     | -              | -              | -              | -              | -              | -              | 0       | 1       | 1       | 26      | 32      | Secondi   | Costa Rica |
| Totale   | -              | -              | -              | -              | -              | -              | 0       | 1       | 1       | 26      | 32      |           |            |

#### Tropic Bowl
| Stagione | regular season | regular season | regular season | regular season | regular season | regular season | playoff | playoff | playoff | playoff | playoff | playoff   | playoff    |
|          | Vin            | Par            | Per            | Tot            | PF             | PS             | Vin     | Per     | Tot     | PF      | PS      | risultato | avversaria |
| -------- | -------------- | -------------- | -------------- | -------------- | -------------- | -------------- | ------- | ------- | ------- | ------- | ------- | --------- | ---------- |
| 2011     | -              | -              | -              | -              | -              | -              | 0       | 1       | 1       | 0       | 41      | Secondi   | Costa Rica |
| Totale   | -              | -              | -              | -              | -              | -              | 0       | 1       | 1       | 0       | 41      |           |            |

### Riepilogo partite disputate
| Anno              | Luogo           | Evento                             | Fase del torneo | Incontro             | Risultato |
| 2011              |                 | Tropic Bowl I                      |                 | Costa Rica - Panama  | 41 - 0    |
| 10 settembre 2013 | San Salvador    | Central American Bowl              | Primo turno     | Nicaragua - Panama   | 6 - 75    |
| 14 settembre 2013 | San Salvador    | Central American Bowl              | Finale          | Costa Rica - Panama  | 13 - 54   |
| 19 settembre 2014 | San José        | Central America's Independence Cup |                 | Costa Rica - Panama  | 32 - 26   |
| 31 gennaio 2015   | Panama          | Mondiale                           | Qualificazioni  | Panama - Brasile     | 14 - 26   |
| 4 febbraio 2018   | San José Pinula | Central American Bowl              | Girone          | Panama - Honduras    | 54 - 6    |
| 8 febbraio 2018   | San José Pinula | Central American Bowl              | Girone          | Panama - El Salvador | 49 - 0    |
| 10 febbraio 2018  | San José Pinula | Central American Bowl              | Finale          | Panama - Costa Rica  | 52 - 3    |

## Confronti con le altre Nazionali
Questi sono i saldi di Panama nei confronti delle Nazionali incontrate.

### Saldo positivo
| Nazionale   | Giocate | Vinte | Pareggiate | Perse | PF | PS | Ultima vittoria | Ultimo pari | Ultima sconfitta |
| ----------- | ------- | ----- | ---------- | ----- | -- | -- | --------------- | ----------- | ---------------- |
| Nicaragua   | 1       | 1     | 0          | 0     | 75 | 6  | 2013            | -           | -                |
| El Salvador | 1       | 1     | 0          | 0     | 49 | 0  | 2018            | -           | -                |
| Honduras    | 1       | 1     | 0          | 0     | 54 | 6  | 2018            | -           | -                |

### Saldo in pareggio
| Nazionale  | Giocate | Vinte | Pareggiate | Perse | PF  | PS | Ultima vittoria | Ultimo pari | Ultima sconfitta |
| ---------- | ------- | ----- | ---------- | ----- | --- | -- | --------------- | ----------- | ---------------- |
| Costa Rica | 4       | 2     | 0          | 2     | 132 | 89 | 2018            | -           | 2014             |

### Saldo negativo
| Nazionale | Giocate | Vinte | Pareggiate | Perse | PF | PS | Ultima vittoria | Ultimo pari | Ultima sconfitta |
| --------- | ------- | ----- | ---------- | ----- | -- | -- | --------------- | ----------- | ---------------- |
| Brasile   | 1       | 0     | 0          | 1     | 14 | 26 | -               | -           | 2015             |

## Roster storici
| Roster di Panama - Qualificazioni mondiali 2015 |
| --- |
| Quarterback - 8 Carlos Peregrina - 13 Christopher Torregroza - 7 Diego Cohen Running Back - 36 Cesar Brathwaite - 31 Kendrick Belgrave - 25 Manuel Gil - 37 Patrick Haywood - 2 Tomas Altamirano Wide Receiver - 80 George Campbell - 23 Jairo Quintero - 81 James Williams - 27 Jonathan Jaramillo - 4 Victor Celis - 9 Woodly Griffith Tight End - 85 Gino de la Cruz Offensive Linemen - 53 Arturo de Gracia - 62 Carlos Padron - 71 Christian Osorio - 59 Edwin Guerrero - 63 Eli Cabeza - 67 Martín Santamaría - 77 Miguel Anderson Defensive Linemen - 79 Allan Lydna DT - 52 Cesar Mendez DT - 95 Elvis Barrantes DE - 47 Gilberto Cano DE - 51 Herberto Ayanza DE - 56 Ivan Paz DT - 93 John Smith DE - 72 Robert Calvo DT - 92 Mark Headly DT - 58 Yossue Murillo DE Linebacker - 11 Adrian Flores - 28 Anibal de la Ossa - 99 Joel Rivera - 48 Luis Pabon - 57 Raul Rodriguez - 97 Xavier Ramos - 41 Fausto Campagna - 55 James Chandler Defensive Back - 3 Carlos Escalda FS - 18 Jean Pablo Cuevas S - 29 Lino Ayarza CB - 15 Larrymir Lee CB - 21 Ricardo Arosemena CB - 17 Roberto Porteus CB Special Team - 19 Rodolfo Sabogne K Roster aggiornato al 23 dicembre 2024 |